# Erriapus
Erriapus /e.ri'a.pus/, sau Saturn XXVIII (28), este un satelit neregulat prograd al lui Saturn. A fost descoperit de Brett Gladman⁠(d), John J. Kavelaars⁠(d) și colegii săi în 2000, și a primit denumirea temporară S/2000 S 10.   A fost numit Erriapo în august 2003  după Erriapus (tradus și Erriappus ), un gigant în mitologia galică; numele a fost schimbat din dativ Erriapo în nominativ Erriapus conform convențiilor IAU la sfârșitul anului 2007.  
Erriapus are aproximativ 10 kilometri în diametru și orbitează în jurul lui Saturn la o distanță medie de 17,3 Gm în 871 de zile.
Ca membru al grupului Galic de sateliții neregulați, care au caracteristici orbitale similare și o culoare roșie deschisă, se presupune că Erriapus își are originea în destrămarea unui progenitor comun al grupului, sau că este un fragment din cel mai mare membru al său, Albiorix. Cu o perioadă de rotație de 28.15±0.25 ore și o formă alungită, este un candidat pentru un satelit binar sau binar de contact.